# Palla al piede

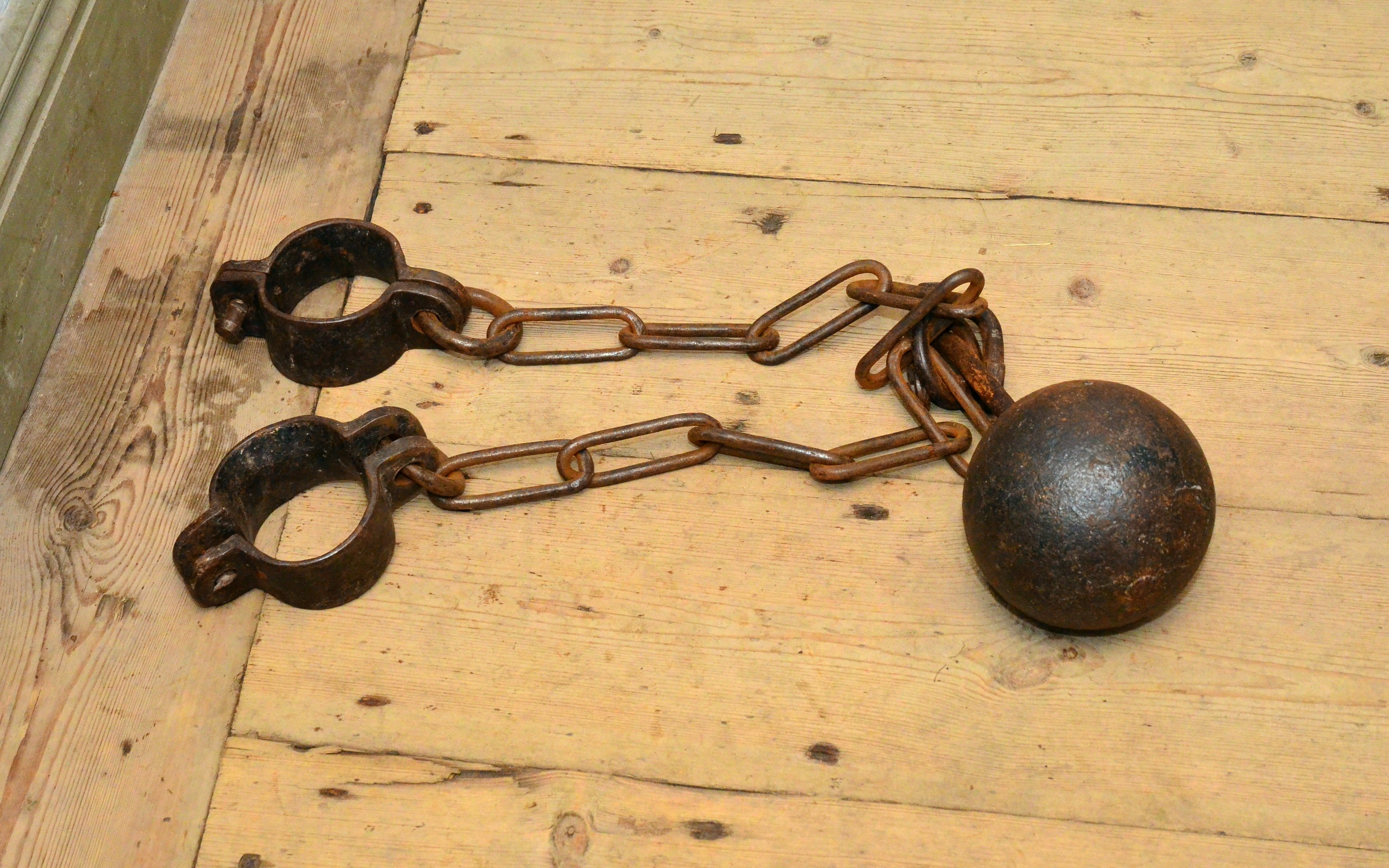

La palla al piede o palla da carcerato è un utensile, composto da una pesante sfera metallica e una o due catene, da fissare alle gambe di un detenuto onde rallentare i suoi movimenti e quindi impedire la sua fuga.
Erano particolarmente diffuse in Inghilterra e nelle colonie dell'impero britannico tra il diciassettesimo e il ventesimo secolo.

## Nella cultura
L'espressione "palla al piede" viene usata per indicare una cosa o persona che impedisce di raggiungere un determinato obiettivo.